# Джордан (Гонконг)

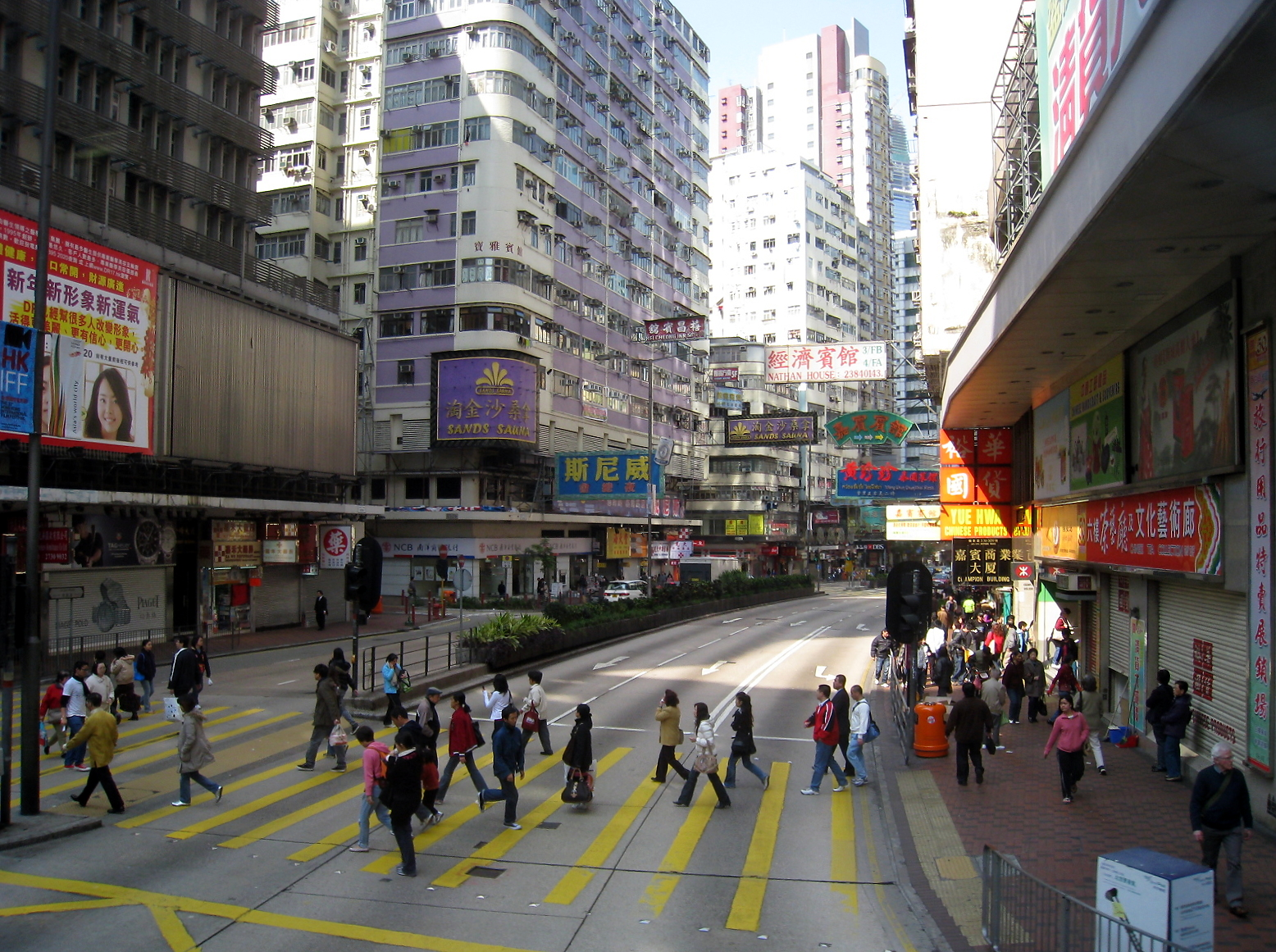
Джордан-роуд

Джордан (Jordan, 佐敦) — гонконгский район, входящий в состав округа Яучимвон. Своё название получил от главной транспортной артерии района — Джордан-роуд, а та в свою очередь была названа в честь британского дипломата Джона Джордана. Джордан отличается плотной застройкой и оживлённым движением.
Кварталы вокруг ночного рынка на Темпл-стрит знамениты поддельными товарами, проституцией, гадалками и дешёвыми труппами кантонской оперы.

## История

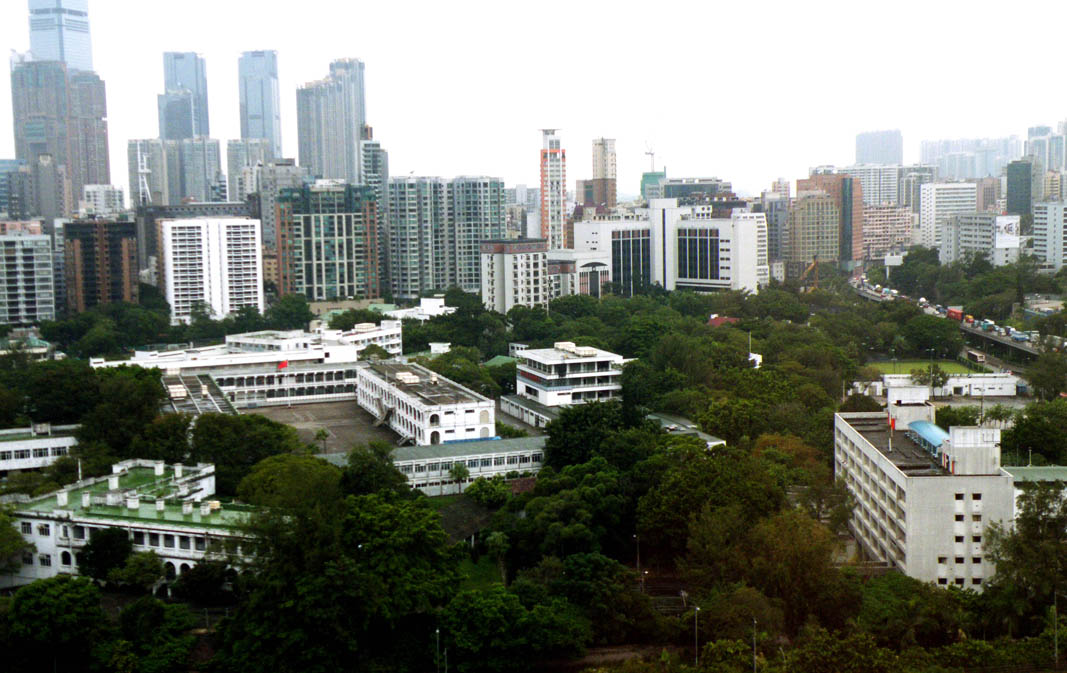
Бараки Ган-клаб-хилл

Долгое время на месте Куньчхуна располагалась деревня, жители которой обрабатывали земли в плодородной речной долине, а также пост императорских войск, охранявших побережье от вторжений пиратов и иностранцев. Позже по приказу цинского чиновника Линь Цзэсюя здесь на холме был построен форт, который в 1839 году отразил атаку британцев. Во время британского правления холм и расположенный на нём китайский форт были срыты для насыпки новых земель к северо-западу от Джордан-роуд.
После приобретения британцами Коулуна на территории современного района Джордан были построены большие армейские бараки. Британские офицеры охотились на птиц в окрестных зарослях, а позже организовали стрелковый клуб, из-за чего местность и получила название Ган-клаб-хилл.
После 1979 года, когда открылась станция метро Джордан, за районом Куньчхун закрепилось новое название. После перехода Гонконга под суверенитет Китая бараки Ган-клаб-хилл заняла китайская армия, построившая здесь военный госпиталь.

## География

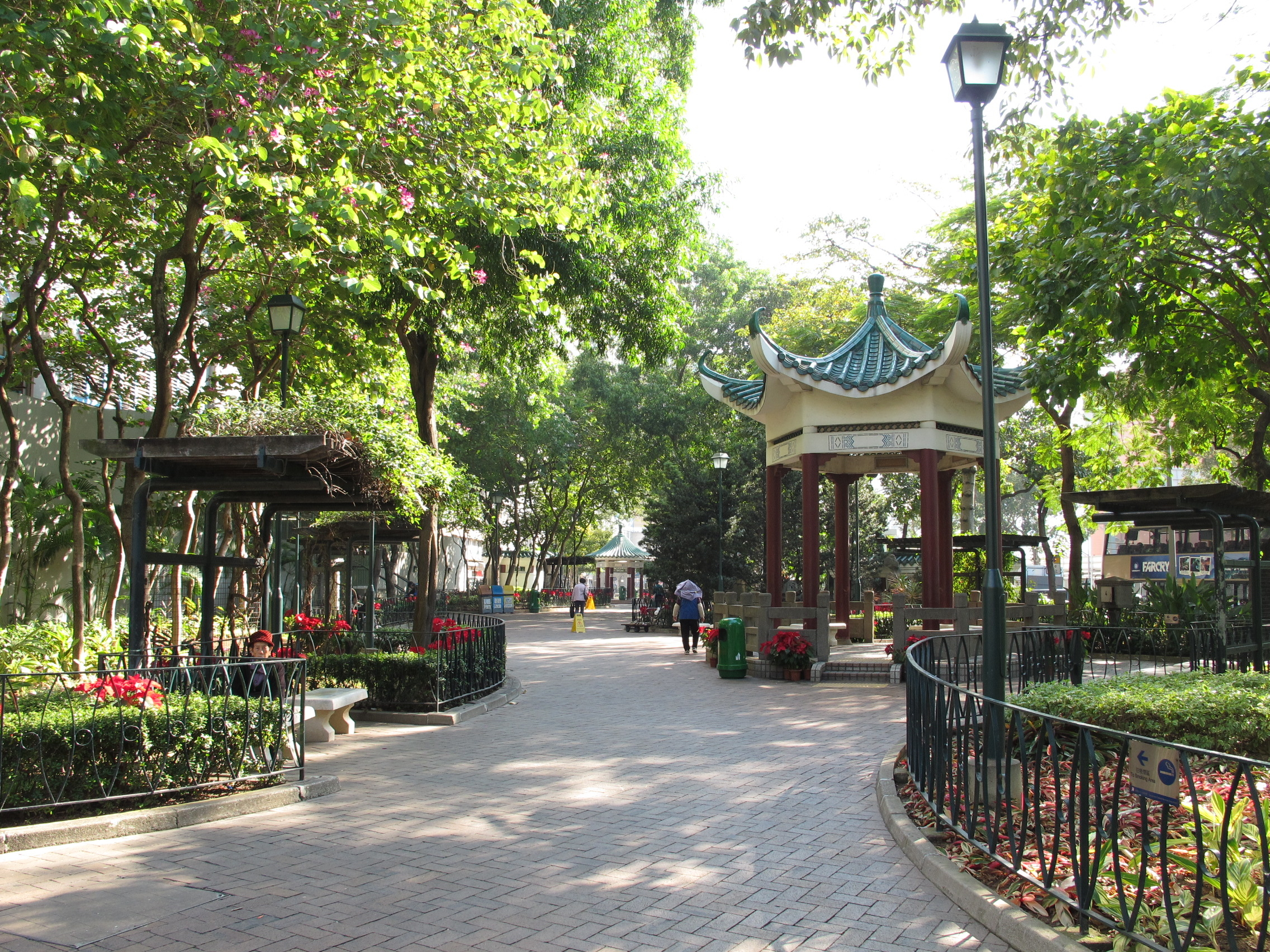
Парк короля Георга V

На юге Джордан граничит с районом Чимсачёй, на западе — с районом Западный Коулун, на севере — с районом Яуматэй, на востоке — с кампусом Гонконгского политехнического университета.
Западная часть района, между улицами Джордан-роуд, Кокс-роуд, Остин-роуд и Кантон-роуд, также известна как Куньчхун (Kwun Chung, 官涌), но после открытия станции метро Джордан старое название употребляется всё реже. В восточной части Джордана расположены воинские бараки Ган-клаб-хилл (Gun Club Hill Barracks, 槍會山兵房) — бывшая британская военная база, ныне занятая китайской армией.
В районе Джордан находятся мемориальный парк короля Георга V, заложенный в 1940 году, и сквер Коулунского крикет-клуба.

## Население и религия
Китайское население широко отмечает фестиваль голодных духов. В районе проживает крупная община выходцев из Южной Азии (непальцев, индийцев и пакистанцев).
В районе расположены церковь Коулун-Юнион, пресвитерианская церковь, баптистская церковь Джордан-роуд, храм Церкви Христа в Китае, Ассамблея христианского евангелия.

## Экономика

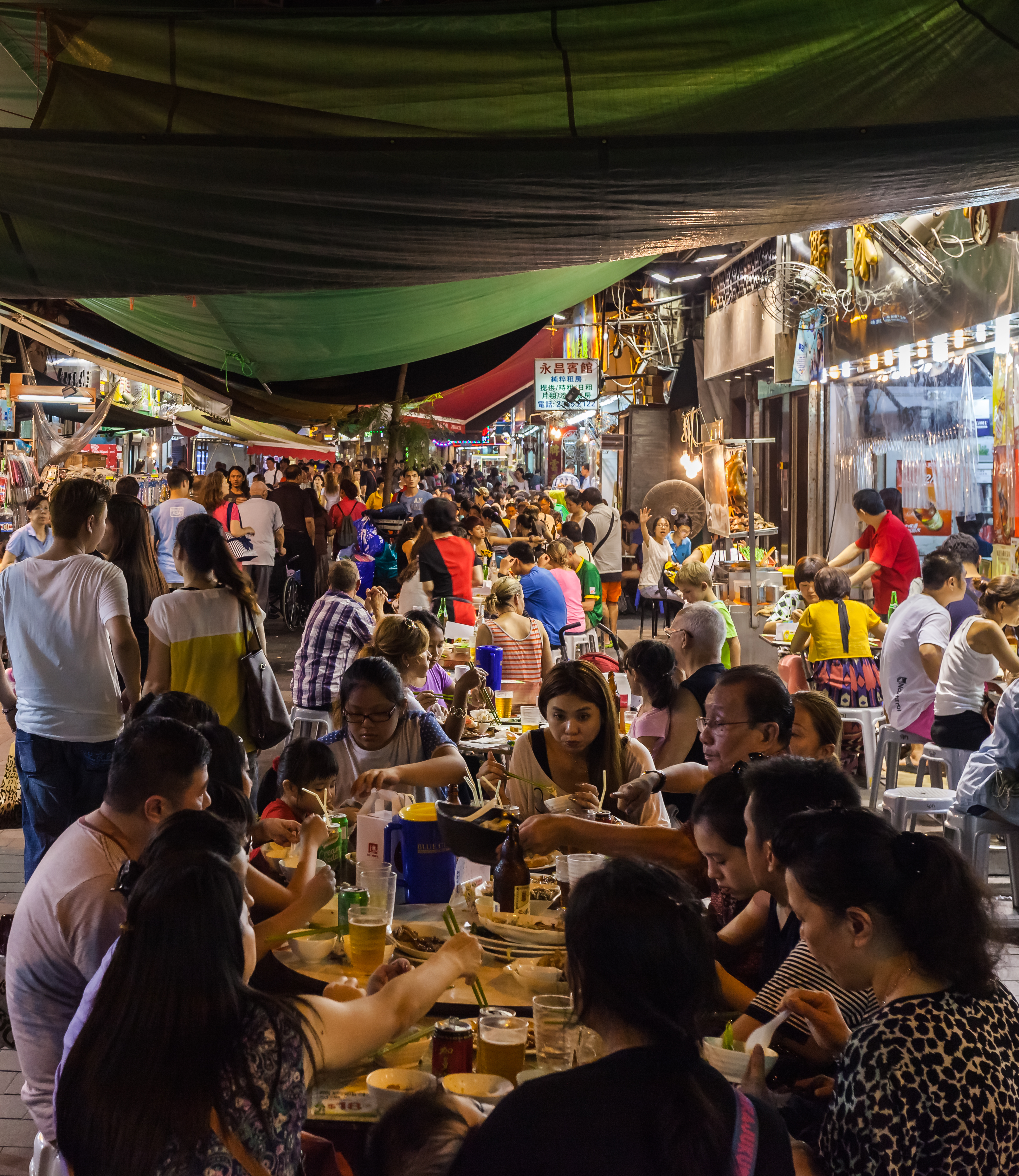
Ночной рынок на Темпл-стрит

Долгое время в районе преобладали старые жилые и офисные здания. Джордан славится уличными рынками и закусочными, множеством небольших магазинов, недорогих отелей, клубов, караоке и массажных салонов. Особенно много ресторанчиков и кафе (в том числе индийской, непальской и филиппинской кухни) расположено в районе улиц Вусун-стрит, Темпл-стрит, Шанхай-стрит, Нанкин-стрит и Нинпо-стрит.
На перекрёстке Сайгон-стрит и Темпл-стрит расположен знаменитый ночной рынок. В отличие от ночного рынка в Монкоке, который славится товарами для женщин, рынок на Темпл-стрит специализируется на мужской моде (одежда, обувь, мобильные телефоны, часы, зажигалки и антиквариат), а также на старой музыке. Колоритный рынок был показан во многих гонконгских фильмах как декорация старого города.
На Кантон-роуд расположен «Нефритовый рынок». В здании муниципальных услуг Куньчхун расположен продуктовый рынок. В последние годы в районе растёт число отделений банков и страховых компаний, супермаркетов, современных отелей и торговых центров, высотных офисов и жилых домов. Особенно много современных магазинов и торговых центров расположено вдоль Натан-роуд (JD Mall и Chuang’s London Plaza).
Возле станции метро Остин построены высотные жилые комплексы The Austin и Grand Austin. В районе базируется штаб-квартира ювелирной компании Luk Fook Holdings.

## Транспорт

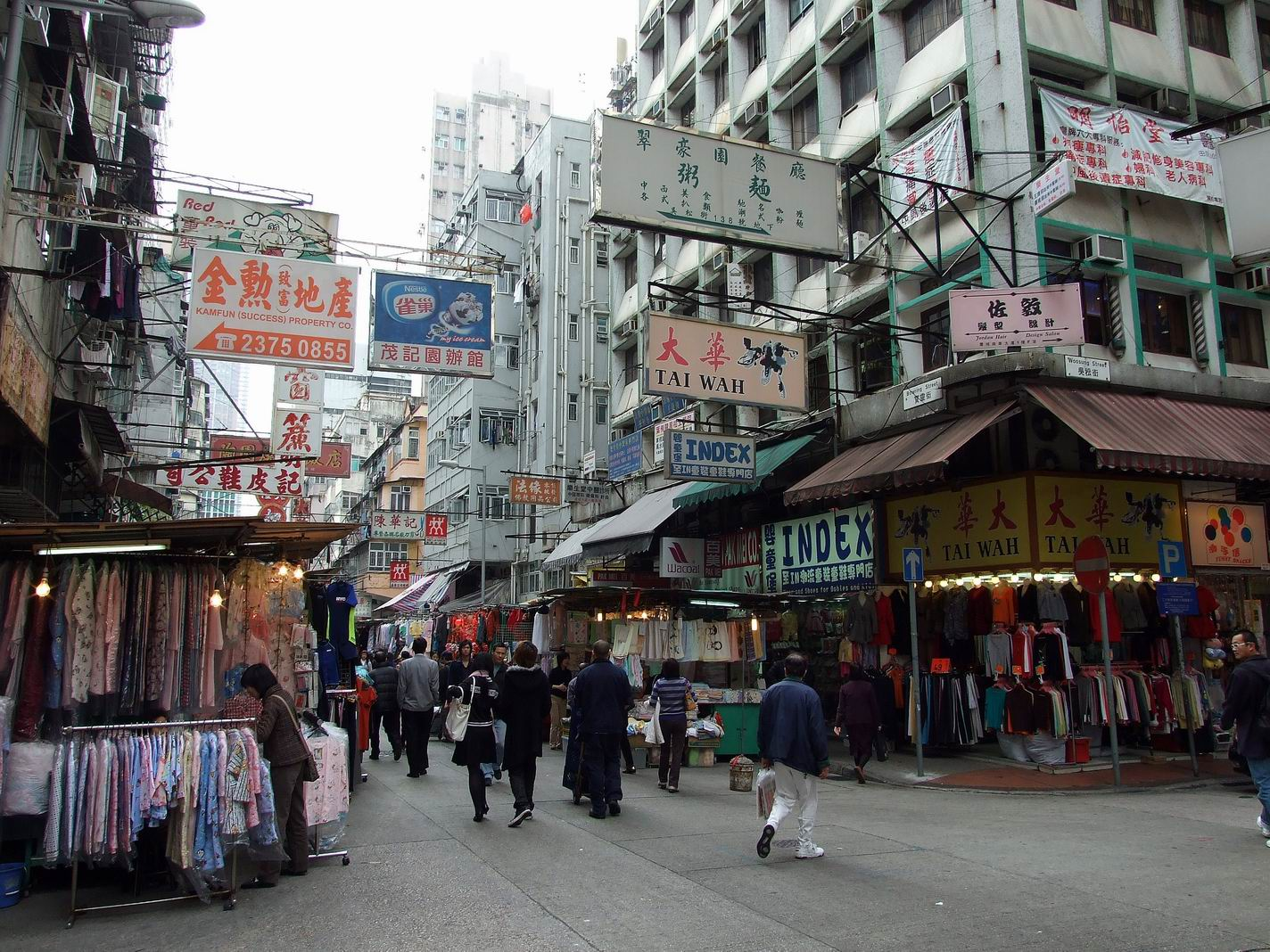
Боуринг-стрит

Основными транспортными артериями района являются Натан-роуд, Джордан-роуд и Остин-роуд (перекрёсток Натан-роуд и Джордан-роуд считается самым оживлённым в Коулуне). Через район пролегает сеть автобусных маршрутов (в том числе и микроавтобусов).
Главными пассажирскими узлами района являются станция метро Джордан, открытая в 1979 году на линии Чхюньвань, и станция метро Остин, открытая в 2009 году на Западной линии.
Возле станции метро Остин построен многоуровневый вокзал Вест-Коулун — конечная станция скоростной железной дороги Гуанчжоу—Шэньчжэнь—Гонконг (участок дороги в районе Джордан пролегает по туннелям). Открытие вокзала состоялось в 2018 году.
Также в районе станции метро Остин и железнодорожного вокзала Вест-Коулун планируется строительство большого автобусного вокзала и многоуровневого паркинга. После окончания проекта этот многофункциональный транспортный узел будет крупнейшим в Коулуне.

## Культура и образование

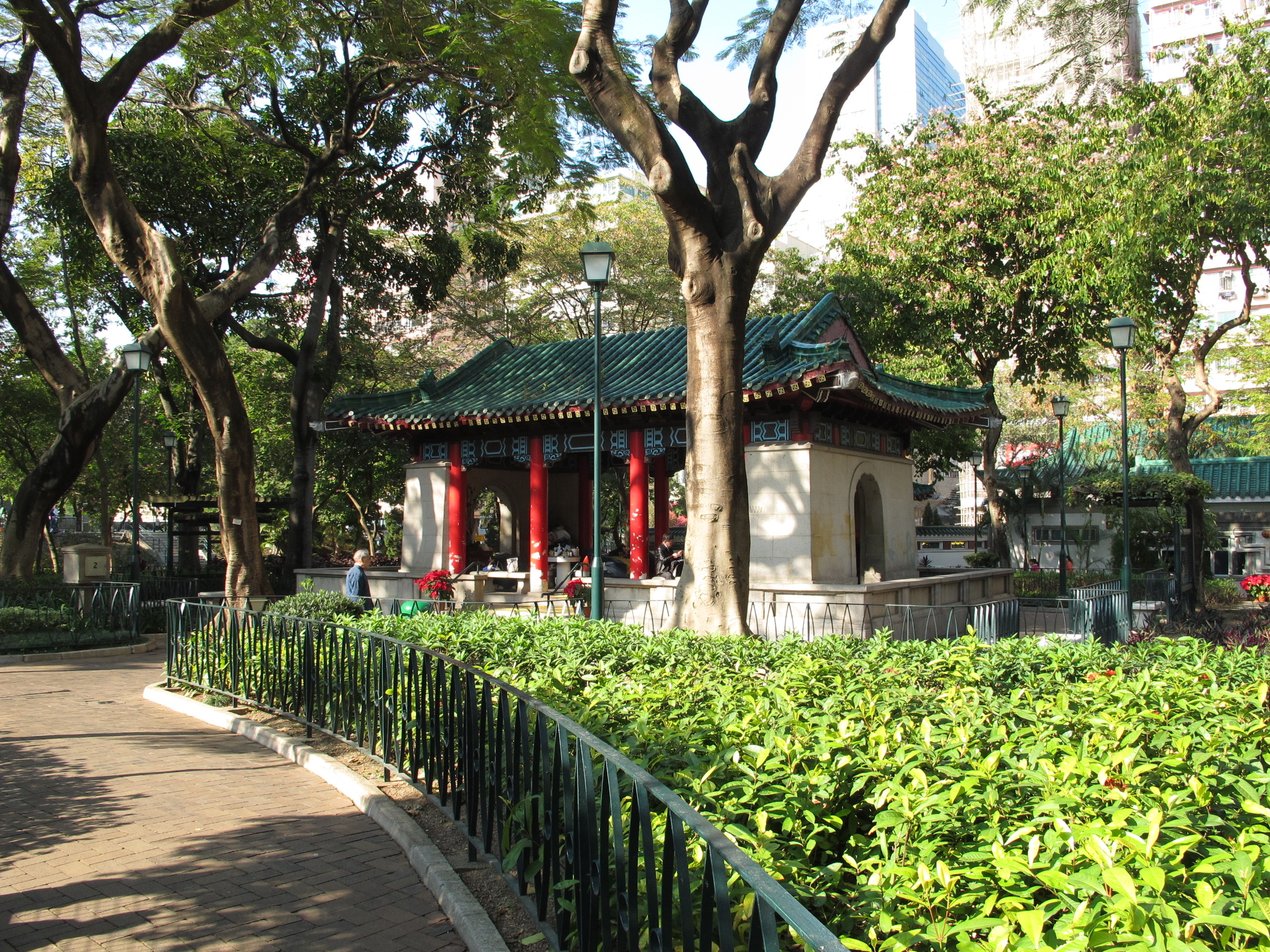
Парк короля Георга V

В районе Джордан расположены школа для девочек англиканской епархии, основанная в 1860 году, Гонконгская школа торговли, одно из трёх гонконгских отделений Альянс Франсез, несколько труп кантонской оперы, старых театров и кинотеатров.

## Здравоохранение
На территории комплекса бараков Ган-клаб-хилл действуют военный госпиталь китайской армии и офицерский клуб отдыха. На Темпл-стрит расположено несколько старых клиник традиционной китайской медицины. Также в районе находится несколько частных медицинских центров и оздоровительных клиник.

## Спорт
В районе расположены спортивный центр при здании муниципальных услуг Куньчхун, крикет-клуб Коулуна, клуб боулинга, несколько частных спорт-клубов и фитнес-центров.